# Борбено обезбјеђење
Борбено обезбјеђење (обезбеђење) је скуп оперативно-тактичких мјера које предузимају војне установе, јединице и команде ради заштите од дејства противника, очувања живота и материјалних средстава и стварања услова за вођење борбе у што бољим условима.
Мјере борбеног обезбјеђења се организују при свим борбеним дејствима и на одмарању. Зависе од циља, ситуације и карактера дејстава. Основним мјерама борбеног обезбјеђења се сматрају извиђање, осигурање, маскирање, НХБ заштита, ПВО, противтенковска одбрана, противдесантна одбрана, електронско ометање и друго. У ратној морнарици борбено обезбјеђење обухвата и противподморничку одбрану, а у ратном ваздухопловству службу ВОЈИН (ваздушно осматрање, јављање и навођење).